# 881

## Nașteri
- dată necunoscută: Conrad I, Rege romano-german  (d. 918)

## Decese
- Guaifer de Benevento, principe longobard de Benevento din 878 (n. ?)